# Калин, Рустам Ильясович
Калин Рустам Ильясович (15 марта 1975, с. Сергеевка, Северо-Казахстанская область) — казахский спортсмен, мастер спорта международного класса по армрестлингу. Бронзовый призер чемпионата мира в Индии по армрестлингу 1997 года. Трехкратный чемпион мира по армрестлингу среди силовых структур, тренер высшей национальной категории. Почетный деятель спорта Республики Казахстан. Автор еженедельной программы на радио Астана: "Академия жизни".

## Биография
Родился в с. Сергеевка, Северо-Казахстанская область. В 1997 году окончил Казахский агротехнический университет им. С.Сейфуллина по специальности экономист-менеджер, в 2003 году получил второе высшее образование в Карагандинском Государственном университете, на юридическом факультете. В 2011 году окончил Академию «Кокше» по специальности педагогика и психология.
С 1997—1998 работал инструктором-методистом по спорту в Евразийском Национальном университете им. Л. Н. Гумилева. В 1998—2015 работал в органах внутренних дел, получил звание полковника полиции. С 2002 по 2012 работал руководителем городского филиала ФСО «Динамо». С 2015 года работал директором ГККП «Специализированная школа высшего спортивного мастерства» Акимата города Астаны.
В 2004—2011 гг. Калин Рустам избран вице-президентом федерации «Гиревого спорта и Армрестлинга» Республики Казахстан. В этот период было подготовлено более 30 мастеров спорта, 15 мастеров спорта международного класса, а сборная команда страны стала двукратным чемпионом Азии.
В 2008—2009 г. Калин Р. И. выступал в составе сборной на международном проекте «Большие гонки», на канале «Казахстан-1» на программе «Намыс дода».

## Достижения
- Бронзовый призёр Чемпионата мира 1997 года в Индии
- Первый в истории Казахстана чемпион мира среди полицейских 1999 года в Швеции
- Чемпион мира среди полицейских 2000 года в США
- Чемпион мира среди полицейских 2003 года в Испании
- Мастер спорта международного класса
- Тренер высшей национальной категории

## Награды
- Медаль в честь «10 лет Астаны».
- Нагрудной знак «15 лет Казахстанской полиции».
- Медаль «За охрану общественного порядка».
- «Почетный деятель спорта Республики Казахстан».
- Почетная грамота МВД РК.
- Благодарственное письмо президента Республики Казахстан за проведение ОБСЕ.
- Благодарность президента Республики Казахстан за активное участие в избирательной кампании президента.
- Медаль «Ерен еңбегі үшін».